# Sinnai
Sinnai é uma comuna italiana da região da Sardenha, em cidade metropolitana de Cagliari, com cerca de 15.220 habitantes. Estende-se por uma área de 223 km², tendo uma densidade populacional de 68 hab/km². Faz fronteira com Burcei, Castiadas, Dolianova, Maracalagonis, Quartucciu, San Vito, Settimo San Pietro, Soleminis, Villasalto, Villasimius.

## Demografia
| Variação demográfica do município entre 1861 e 2011                               |
|                                                                                   |
| Fonte: Istituto Nazionale di Statistica (ISTAT) - Elaboração gráfica da Wikipedia |